# Mírame feliz
«Mírame feliz» es una canción grabada por los cantantes mexicanos Belinda y Xavi, lanzada por Warner Music México como el sexto sencillo del quinto álbum de estudio de la cantante, Indómita (2025).

## Antecedentes
Belinda anunció en sus redes sociales que el tema sería en conjunto con el cantante Xavi. A finales de abril de 2025, ambos artistas lanzaron el adelanto de la colaboración que estaban preparando. En el video compartido por Belinda, se le pudo ver junto a Xavi en un estudio en Los Ángeles, California, dicho metraje también reveló que la colaboración se grabó en marzo de 2025.
Ambos expresaron su entusiasmo y agradecimiento por la recepción que tuvo la canción. A través de sus redes sociales, compartieron mensajes celebrando el lanzamiento, Belinda comentó: «Gracias por el amor que le están dando a esta canción tan especial. "Mírame feliz" nació desde un lugar muy íntimo, y me emociona ver cómo está tocando corazones». Xavi mencionó que colaborar con la cantante ha sido una experiencia increíble y describió el tema como una canción muy personal, además de agradecer la respuesta del público.

### Composición
La canción mezcla el pop romántico con toques del regional mexicano, con un mensaje poderoso sobre sanar después del desamor, con una letra que conecta con quienes han decidido seguir adelante con la frente en alto. «Mírame feliz» es una balada moderna con tintes regionales y pop que aborda el tema de las rupturas desde una perspectiva madura. La letra habla sobre el deseo sincero de ver bien a alguien que ya no forma parte de tu vida, y de cómo el tiempo permite sanar las heridas del pasado para desearle felicidad a quien alguna vez se amó. Este mensaje demostró conectarse fuertemente con el público, que ha manifestado en redes sociales sentirse identificado con la honestidad emocional de la canción.

## Video musical
El video fue dirigido por La Flakka.  Dirigido con una visión cinematográfica, el video muestra a Belinda y Xavi en distintos escenarios naturales y urbanos, representando simbólicamente el proceso de sanar una relación pasada. El uso de planos íntimos, la iluminación cálida y los elementos estéticos cuidadosamente elegidos, hicieron que el video sea elogiado tanto por fanes como por expertos en producción audiovisual. La química entre ambos artistas también ha sido motivo de conversación. Aunque se trata de una colaboración profesional, la conexión emocional que transmiten en pantalla ha sido interpretada por muchos como una muestra del respeto y la sensibilidad artística que comparten. El video musical se grabó en Colima, México, y fue Belinda quien se encargó del arte visual, el cual buscó que tuviera colores oscuros y referencias de los 90.

## Formatos
| Descarga digital y streaming |                |          |  |
| N.º                          | Título         | Duración |  |
| 1.                           | «Mírame feliz» | 3:11     |  |

## Posicionamiento en listas
| Lista (2025)                             | Mejor posición |
| ---------------------------------------- | -------------- |
| México (Los 40)                          | 10             |
| Estados Unidos (Los 40)                  | 18             |
| México (Monitor Latino)                  | 1              |
| México (Monitor Latino - Pop)            | 1              |
| Perú (Monitor Latino - Popular)          | 3              |
| Bolivia (Monitor Latino - Popular)       | 5              |
| Ecuador (Monitor Latino - Popular)       | 6              |
| Argentina (Monitor Latino - Popular)     | 6              |
| Costa Rica (Monitor Latino - Popular)    | 9              |
| Internacional (Monitor Latino - Popular) | 8              |